# PAL
PAL (od ang. Phase Alternating Line – system z linią zmieniającą fazę) – standard nadawania koloru w sygnale telewizyjnym, używany w telewizji kolorowej. Został opracowany w Niemczech przez Waltera Brucha w 1963 roku.

Standardowe rozdzielczości ekranowe

## Szczegóły
System PAL jest udoskonaloną modyfikacją systemu NTSC. Podobnie jak w systemie NTSC, fala podnośna przenosi jednocześnie informacje o dwóch składowych barwy (w przypadku PAL – czerwonej i niebieskiej). Nazwa Phase Alternating Line odzwierciedla sposób przesyłania sygnału telewizyjnego polegający na odwróceniu (o 180 stopni), co drugą linię obrazu, fazy jednej z tych składowych. Zapewnia to automatyczną korekcję błędów różnicowych występujących w przesyłanym sygnale – nie pozwala to jednak skorygować najpoważniejszych błędów. Dlatego też później odbiorniki otrzymały dodatkowo linię opóźniającą zapożyczoną z systemu SECAM, gdzie przechowana jest informacja o kolorze z poprzedniej linii, która po odwróceniu fazy służy do dodatkowej korekcji sygnału koloru w bieżącej linii.
System PAL jest zazwyczaj stosowany dla obrazów w formacie złożonym z 625 linii na klatkę, przy częstotliwości odświeżania 50 Hz i 25 klatkach na sekundę (podobnie jak w klasycznych systemach telewizji monochromatycznej B, G, H, I oraz N).
Niektóre kraje stosują PAL z systemami D i K co jest konsekwencją różnic historycznych i przejścia z systemu SECAM. W Brazylii system PAL występuje w połączeniu z systemem M, co oznacza 525 linii na klatkę i 29.97 klatek na sekundę. W Wielkiej Brytanii prowadzono eksperymenty z adaptacją systemu PAL do użycia z przedwojennym systemem 405 linii.
W Polsce system PAL D/K obowiązuje od roku 1995 (od 1994 w TVP2). System PAL D/K w Polsce w sposób naziemny został zastąpiony w 2013 przez cyfrową telewizję naziemną DVB-T. Obecnie system PAL w Polsce obowiązuje jeszcze w analogowej telewizji kablowej.
W popularnym użyciu PAL oznacza również system telewizji, w zależności od kontekstu może to być albo dowolny system telewizyjny o definicji 625 linii i 50 półobrazów na sekundę (również wtedy, gdy kolor w źródle w ogóle nie jest w żaden sposób kodowany, np. na dyskach DVD i w grach na konsole), albo „zachodni” standard telewizji B/G/H. Określenie to jest jednak nieprawidłowe technicznie. Standard systemu PAL nie określa liczby linii, częstotliwości odświeżania, szerokości pasma wizji, odstępu fonii ani żadnych innych parametrów nie związanych bezpośrednio z transmisją informacji o kolorze.

## Systemy transmisji PAL
Poniższa tabela ilustruje różnice:
|    | Liczba ramek | Liczba linii | Pasmo   | Szerokość kanału | Wizja   | Odstęp wizja/fonia | Wstęga boczna | Modulacja wizji | Modulacja fonii |
| -- | ------------ | ------------ | ------- | ---------------- | ------- | ------------------ | ------------- | --------------- | --------------- |
| A  | 25           | 405          | VHF     | 5 MHz            | 3 MHz   | -3,5 MHz           | 0,75 MHz      | pozytywna       | AM              |
| B  | 25           | 625          | VHF     | 7 MHz            | 5 MHz   | +5,5 MHz           | 0,75 MHz      | negatywna       | FM              |
| C  | 25           | 625          | VHF     | 7 MHz            | 5 MHz   | +5,5 MHz           | 0,75 MHz      | poz.            | AM              |
| D  | 25           | 625          | VHF     | 8 MHz            | 6 MHz   | +6,5 MHz           | 0,75 MHz      | neg.            | FM              |
| E  | 25           | 819          | VHF     | 14 MHz           | 10 MHz  | +11,5 MHz          | 2 MHz         | poz.            | AM              |
| F  | 25           | 819          | VHF     | 7 MHz            | 5 MHz   | +5,5 MHz           | 0,75 MHz      | poz.            | AM              |
| G  | 25           | 625          | UHF     | 8 MHz            | 5 MHz   | +5,5 MHz           | 0,75 MHz      | neg.            | FM              |
| H  | 25           | 625          | UHF     | 8 MHz            | 5 MHz   | +5,5 MHz           | 1,25 MHz      | neg.            | FM              |
| I  | 25           | 625          | UHF     | 8 MHz            | 5,5 MHz | +6 MHz             | 1,25 MHz      | neg.            | FM              |
| K  | 25           | 625          | UHF     | 8 MHz            | 6 MHz   | +6,5 MHz           | 0,75 MHz      | neg.            | FM              |
| KI | 25           | 625          | UHF     | 8 MHz            | 6 MHZ   | +6,5 MHz           | 1,25 MHz      | neg.            | FM              |
| L  | 25           | 625          | UHF     | 8 MHz            | 6 MHz   | +6,5 MHz           | 1,25 MHz      | poz.            | AM              |
| M  | 30           | 525          | VHF/UHF | 6 MHz            | 4,2 MHz | +4,5 MHz           | 0,75 MHz      | neg.            | FM              |
| N  | 25           | 625          | VHF/UHF | 6 MHz            | 4,2 MHz | +4,5 MHz           | 0,75 MHz      | neg.            | AM              |

## Kraje i terytoria używające systemu PAL B/G lub PAL D/K

### Europa
Albania, Wyspa Wniebowstąpienia, Austria, Azory, Belgia, Bośnia i Hercegowina, Wyspy Kanaryjskie, Chorwacja, Czechy, Dania, Estonia, Wyspy Owcze, Finlandia, Niemcy, Gibraltar, Grecja, Grenlandia, Holandia, Islandia, Włochy, Litwa, Liechtenstein, Luksemburg, Łotwa, Macedonia Północna, Madera, Malta, Norwegia, Polska, Portugalia, Sardynia, Serbia, Czarnogóra, Słowenia, Słowacja, Hiszpania, Szwecja, Szwajcaria, Tristan da Cunha, Turcja, Watykan, Wielka Brytania

### Azja
Afganistan, Arabia Saudyjska, Bahrajn, Bangladesz, Brunei, Chińska Republika Ludowa, Cypr, Strefa Gazy i Zachodni Brzeg, Gruzja, Indie, Indonezja, Irak, Iran, Izrael, Jemen, Jordania, Kambodża, Katar, Korea Północna, Kuwejt, Liban, Malezja, Malediwy, Nepal, Oman, Pakistan, Singapur, Sri Lanka, Syria, Tajlandia, Timor Wschodni, Turcja, Wietnam, Zjednoczone Emiraty Arabskie

### Ameryka Południowa
Falklandy

### Afryka
Algieria, Angola, Botswana, Eswatini, Kamerun, Republika Zielonego Przylądka, Egipt, Erytrea, Etiopia, Gambia, Ghana, Gwinea, Gwinea Bissau, Kamerun, Kenia, Lesotho, Liberia, Libia, Malawi, Mozambik, Namibia, Nigeria, Seszele, Somalia, Południowa Afryka, Sudan, Sudan Południowy, Tanzania, Uganda, Zambia, Zanzibar, Zimbabwe

### Australia i Oceania
Australia, Wyspa Bożego Narodzenia, Wyspy Cooka, Wyspa Wielkanocna, Nowa Zelandia, Norfolk, Papua-Nowa Gwinea, Wyspy Salomona, Tonga, Vanuatu

## Kraje i terytoria używające systemu PAL-I
Hongkong, Irlandia, Makau, Wielka Brytania

## Kraje i terytoria używające systemu PAL-M
Brazylia (NTSC & PAL-M), Laos (SECAM & PAL-M)

## Kraje i terytoria używające systemu PAL-N lub PAL-CN
Argentyna, Paragwaj i Urugwaj.

## Publikacje
Opis standardu systemu PAL został opublikowany przez agendę ONZ International Telecommunications Union w 1998, w dokumencie pod tytułem Recommendation ITU-R BT.470-6, Conventional Television Systems.